# Pfützen-Täubling
Der Pfützen-Täubling (Russula terenopus) ist ein Pilz aus der Familie der Täublingsverwandten. Es ist ein kleiner, sehr zerbrechlicher Täubling mit einem rötlich bis purpurfarbenen Hut. Der sehr seltene Täubling wächst meist unter Zitterpappeln an feuchten bis moorigen Stellen.

## Merkmale

### Makroskopische Merkmale
Der Hut ist 2–5 cm breit und am Rand auf bis zu 1 cm Breite gerieft. Der Hutrand ist zum Teil nach innen eingebogen und stumpf. Der Hut ist orange- bis purpurrot gefärbt, wobei die Hutmitte bei jungen Fruchtkörpern meist dunkel purpurn- bis schwarzbraun gefärbt ist. Sie bleicht aber später aus und ist dann fleischfarben bis rosa gefärbt oder sogar elfenbeinweiß. Oft weist der Hut rostfarbene Flecken auf. Die lange schmierig glänzende Huthaut ist sehr dünn und kann unterschiedlich weit abgezogen werden.
Die dünnen und zerbrechlichen Lamellen sind am Stiel angewachsen und stehen recht weit entfernt. Sie sind sehr gleichmäßig und niemals mit Lamelletten untermischt. Die zuerst cremefarben, dann hell gelblich, später jedoch ockergelb gefärbten Lamellen sind häufig mit rostbraunen Flecken übersät. Das Sporenpulver ist cremefarben (IIa-c nach Romagnesi).
Der weiße Stiel ist 2,5–5 cm lang und 0,5–1,2 cm breit und gilbt ein wenig. Er ist so zerbrechlich, dass man den Pilz kaum aus dem Boden nehmen kann. Innen ist er meist hohl oder hohlkammerig, die Oberfläche ist zumindest im Alter fein runzelig.
Das Fleisch ist weiß und sehr zerbrechlich, an Verletzungen verfärbt es sich typischerweise gelb. Der Geschmack ist mild, teilweise kann er auch nach etwa 30 Sekunden in den Lamellen scharf werden. Der Geruch ist fruchtig oder geranienartig und erinnert ein wenig an den Gallen-Täubling. Das Fleisch reagiert nicht mit Eisensulfat und nur schwach mit Guajak.

### Mikroskopische Merkmale
Die Sporen sind 6,5–8 (–8,5) μm lang und 5–6,5 μm breit. Sie sind mit meist dornigen, teils stumpfen, ziemlich isoliert stehenden Warzen besetzt, die manchmal aber fast kettig aufgereiht oder teilweise gedoppelt sind. Die kurzen, mehr oder weniger zylindrischen Zystiden sind 50–60 (–75) μm lang und 10–12 (–15) μm breit. Sie färben sich mit Sulfovanillin nur schwach gräulich an. Der Apiculus ist 1,5–1,62 μm lang und etwa 1,12 μm breit, der unregelmäßig geformte Hilarfleck etwa 2,75–3 μm breit und deutlich amyloid. Die Basidien sind 30–48 μm lang und 9–11 μm breit.
Die 2–3 (–4) μm breiten Hyphenendzellen der Huthaut sind voluminös und meist stumpf. Sie sind nur selten verschmälert, bisweilen aber leicht keulig oder kopfig. Die 4–12 μm breiten Pileozystiden sind stark septiert und bestehen aus 3–5 (–7) manchmal fast isodiametrischen Zellen. Sie färben sich mit Sulfovanillin deutlich an.

## Ökologie und Verbreitung

Europäische Länder mit Fundnachweisen des Pfützen-Täublings.
Legende:
Länder mit Fundmeldungen
Länder ohne Nachweise
keine Daten
außereuropäische Länder

Der Pfützen-Täubling ist ein Mykorrhizapilz, der wohl vorzugsweise mit Espen eine symbiontische Partnerschaft eingeht. Wahrscheinlich können aber auch andere Laubbäume, wie Birken und Eichen, als Wirte dienen.
Man findet den seltenen Täubling in schattigen Hainbuchen-Eichenwäldern, in mesophilen Eichen- und eichenreichen Buchen-Mischwäldern im Tiefland und im Hügel- und unterem Bergland. Ferner in Zitterpappelbeständen mit eingestreuten Birken, Haseln und Eichen. Er wächst vorzugsweise in Gräben und Senken auf feuchten bis schlammigen oder moorigen Ton- oder Lehmböden, die während des Winters gewöhnlich überschwemmt sind. Meist handelt es sich dabei um saure bis neutrale, nährstoffreichere, aber schlecht durchlüftete Gley- und Pseudogleyböden sowie vernässte Pelosol- und Braunerden.
Der Pfützen-Täubling ist eine seltene europäische Art, die bisher in Frankreich, den Niederlanden, Belgien, Deutschland und Dänemark nachgewiesen wurde. In Deutschland ist die Art von nur wenigen Standorten bekannt und stark gefährdet. Auf der deutschen Roten Liste wird sie in der Gefährdungskategorie RL 2 geführt.

## Systematik

### Infragenerische Systematik
Der Pfützen-Täubling wird von M. Bon in die Untersektion Odoratinae gestellt, die innerhalb der Sektion Tenellae steht. Die Vertreter der Untersektion haben einen deutlichen, angenehmen oft geranienartigen Geruch und einen mehr oder weniger milder Geschmack. Die Sporenpulverfarbe ist variabel, sie kann cremefarben, ocker oder gelb sein. Das Fleisch gilbt, aber graut nicht.

## Bedeutung
Der Täubling ist wohl essbar, aufgrund seiner Seltenheit und seinem sehr zerbrechlichen Fleisch spielt er als Speisepilz aber keine Rolle.